# Гавайская вулканическая обсерватория
Гавайская вулканическая обсерватория (англ. Hawaiian Volcano Observatory, HVO) — вулканическая обсерватория по наблюдению за двумя активными вулканами Килауэа и Мауна-Лоа. Расположена на краю кальдеры Килауэа в Гавайском вулканическом национальном парке, на острове Гавайи.
Благодаря обсерватории вулканологи получили возможность непрерывных замеров и описаний активности вулканов начиная с 1912 года.
Рядом находится смотровая площадка на вулканы и «Музей вулканологии Томаса Джаггера» (англ. Thomas A. Jaggar Museum).

## История

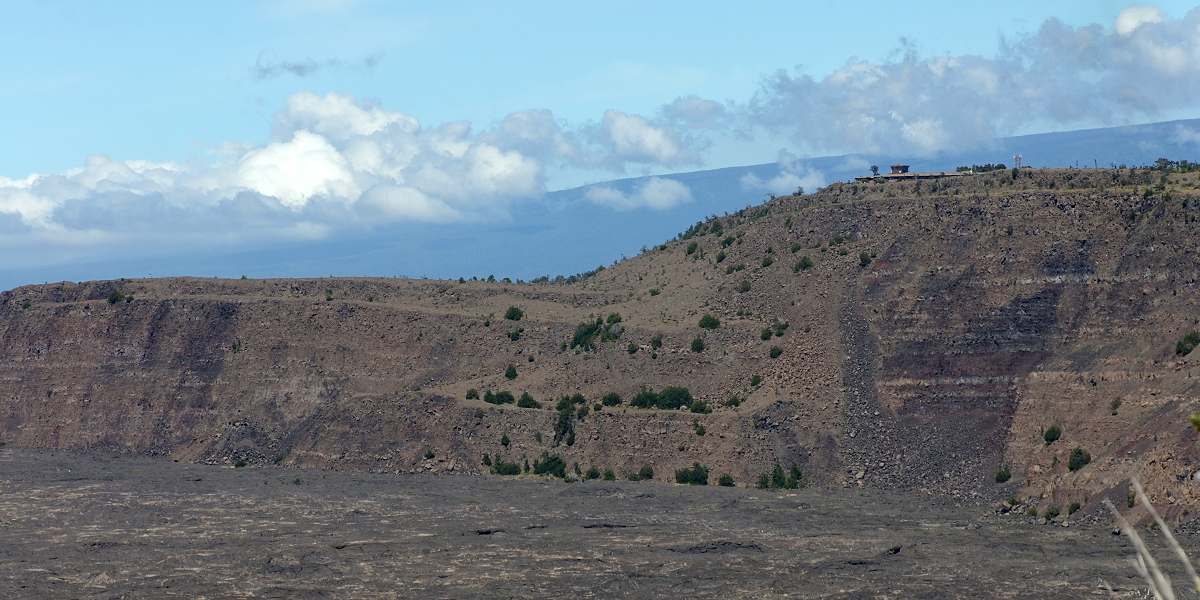
Обсерватория на краю кальдеры Килауэа

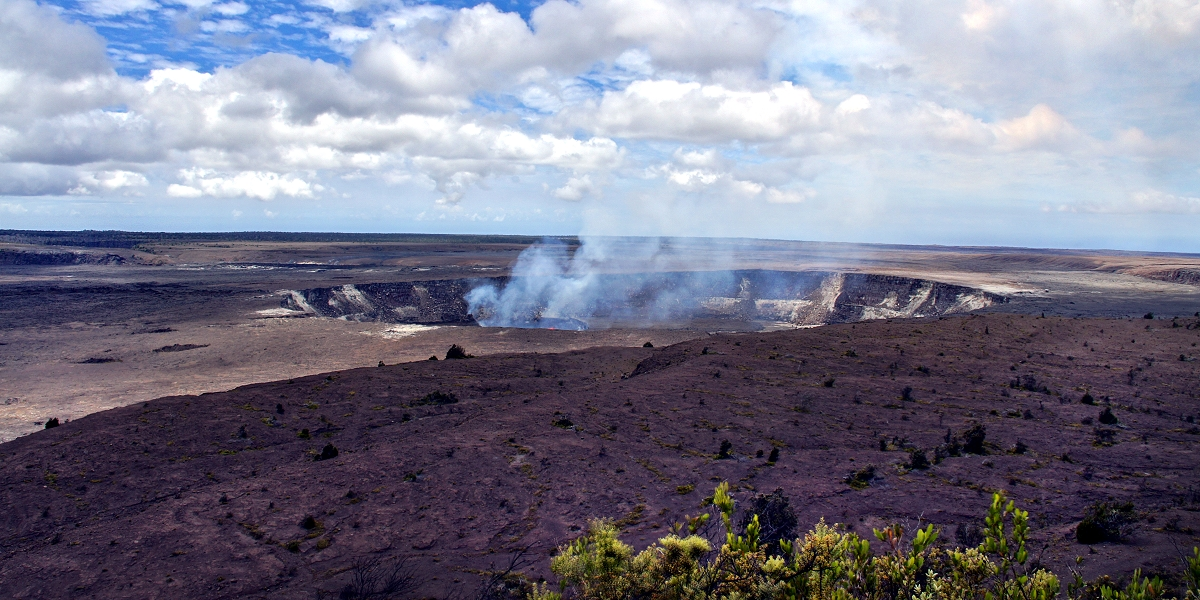
Вид из обсерватории

Древние гавайцы постоянно наблюдали извержения вулканов и отразили это в гавайской мифологии, особенно в культе богини вулканов и огня — Пеле.
Прибывшие в 1819 году на остров Гавайи христианские миссионеры начали письменную документацию извержений и наблюдение за вулканической активностью.
Научное изучение извержений организовал геолог Томас Джаггер из Массачусетского технологического института. 
 В 1911—1912 годах рядом с действующим кратером Халемаумау по его инициативе были построены деревянные домики для учёных-вулканологов, которые однако вскоре разрушились от частых землетрясений на вершине горы.
В 1912 году Массачусетский технологический институт выделил 25 тысяч долларов для создания постоянной вулканической обсерватории. Первые научные инструменты были размещены в подвале рядом с гостиницей на краю кальдеры Килауэа (управляемой Д. Ликургосом), так была основана «Лаборатория сейсмологии Уитни» (Whitney Laboratory of Seismology).
Дальнейшее строительство обсерватории выполняли заключенные из соседнего лагеря. Японский профессор Фусакичи Омори, известный по исследованиям афтершоков, спроектировал первые сейсмометры. Здание, где они сегодня размещаются, было добавлено в Национальный реестр исторических мест 24 июля 1974 года под номером 74000292..

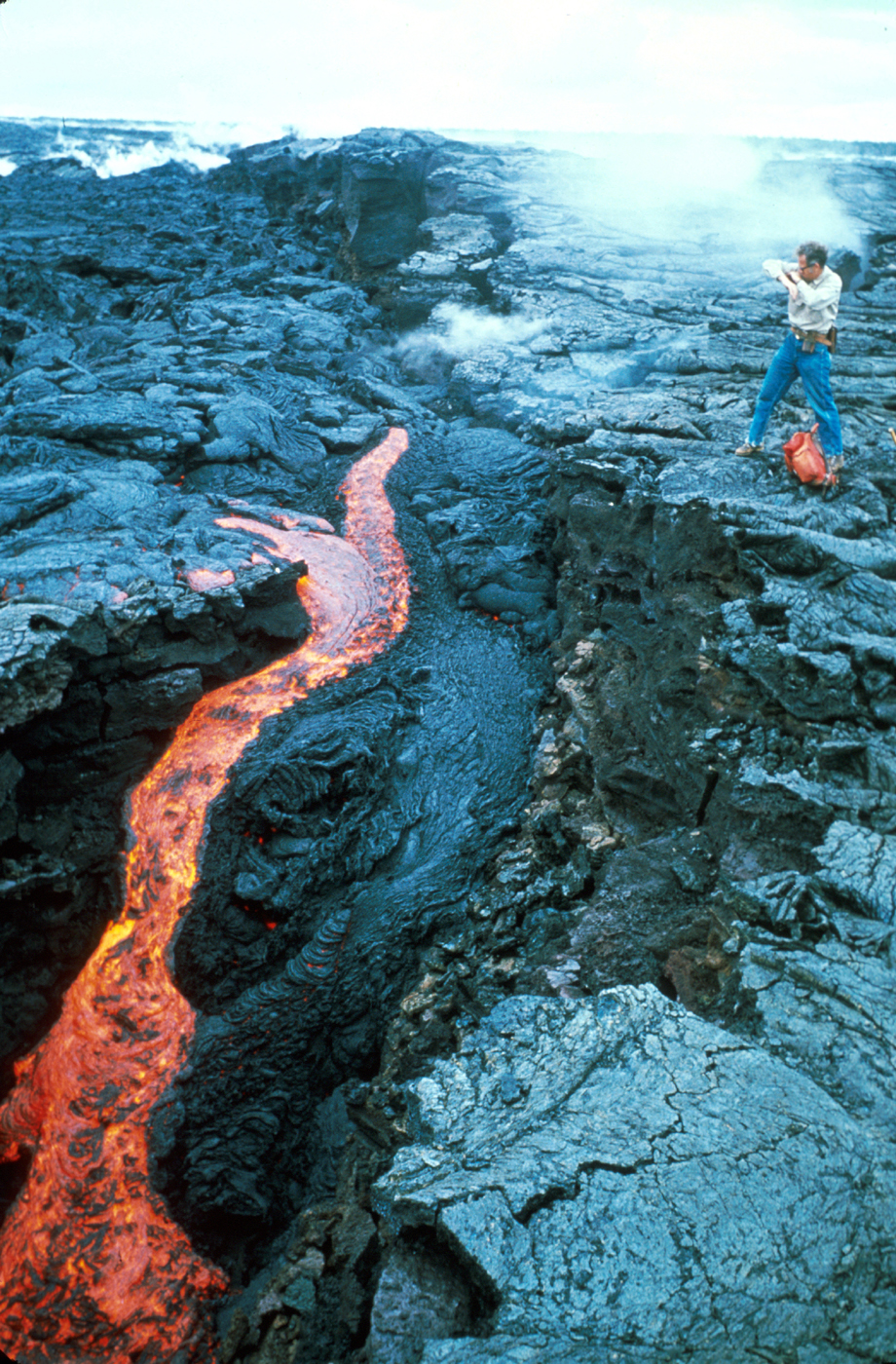
Вулканолог из обсерватории на склонах Килауэа, 1972 г.

В 1912—1919 годах, обсерватория управлялась и события документировались лично Т. Джаггером. Дом был плохо приспособлен для тропического климата, а 1913 году от землетрясения в стене образовалась трещина.
В 1916 году был открыт национальный парк, обсерватория вошла в его состав, а рядом с ней вместо тюрьмы открылся военный лагерь
В 1919 году Т. Джаггер убедил Национальную службу погоды принять руководство обсерваторией. В 1924 году обсерватория была передана Геологической службе США. С тех пор она в её составе, за исключением короткого периода во время Великой Депрессии, когда обсерватория была в ведении Службы национальных парков.
Во время Второй мировой войны часть помещений использовалась в качестве военного штаба.
В 1985 году было построено современное большое здание для обсерватории, а старый лекционный зал был превращен в музей.

### Руководство вулканической обсерватории
Директора:
- 1912—1940 — Джаггар, Томас
- 1940—1951 — Ruy H. Finch
- 1951—1955 — Макдональд, Гордон
- 1956—1958 — Джерри П. Итон

Ответственные учёные:
- 1958—1960 — Kiguma J. Murata
- 1960—1961 — Jerry P. Eaton
- 1961—1962 — Donald H. Richter
- 1962—1963 — James G. Moore
- 1964—1970 — Howard A. Powers
- 1970—1975 — Donald W. Peterson
- 1975—1976 — Robert I. Tilling
- 1976—1978 — Gordon P. Eaton
- 1978—1979 — Donald W. Peterson
- 1979—1984 — Robert W. Decker (1927—2005)
- 1984—1991 — Thomas L. Wright
- 1991—1996 — David A. Clague
- 1996—1997 — Margaret T. Mangan
- 1997—2004 — Donald A. Swanson
- 2004—2015 — James P. Kauahikaua
- с 2015 г. — Christina A. Neal

## Современная обсерватория

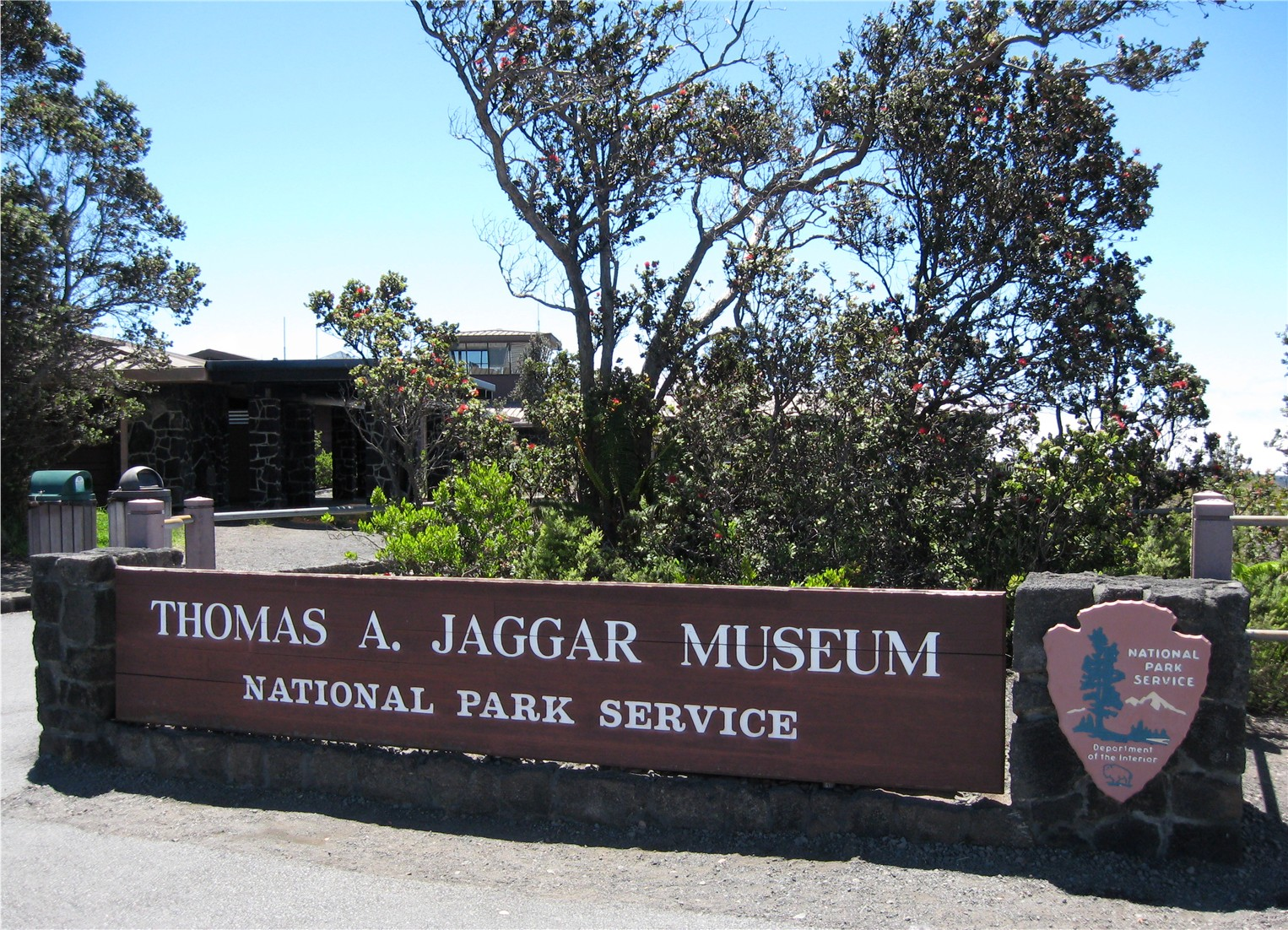
Музей Томаса Джаггера

Современное электронное оборудование фиксирует землетрясения на всех гавайских вулканах. Затем эта информация передаётся по интернету специалистам со всего мира.
Обсерватория производит мониторинг выбросов оксидов серы и других вулканических газов, которые известны как — «вог» (Vog). Обсерватория советует администрации парка, какие районы следует закрыть из-за вулканической опасности.
Соседний с обсерваторией «Музей Томаса Джаггера» рассказывает об истории гавайской вулканологии. Среди экспонатов — лава, научное оборудование и одежда учёных-вулканологов.
Рядом с ним находится смотровая площадка с видом на Килауэа. Она открыта круглосуточно. Это самое популярное место среди посетителей Гавайского вулканического Национального парка.